# Asellus aquaticus
Asellus aquaticus (Linnaeus, 1758) è un crostaceo isopode della famiglia Asellidae.

## Biologia
È un piccolo crostaceo d'acqua dolce lungo fino a 12 mm che si nutre di funghi, vegetazione in decomposizione, alghe microscopiche e piccoli invertebrati.
La femmina è un po' più piccola del maschio(che può raggiungere i 20 mm) ed è provvista di un marsupio ventrale in cui trattiene le uova fino alla schiusa.

## Tassonomia
Sono note le seguenti sottospecie:
- Asellus aquaticus abyssalis Odenwall, 1927
- Asellus aquaticus aquaticus (Linnaeus, 1758)
- Asellus aquaticus carniolicus Sket, 1965 - endemica della Slovenia.[5]
- Asellus aquaticus carsicus Karaman, 1952
- Asellus aquaticus cavernicolus Racovitza, 1925 - presente in Italia e Slovenia.[6]
- Asellus aquaticus cyclobranchialis Sket, 1965 - endemica della Slovenia.[7]
- Asellus aquaticus fribergensis Schneider, 1887
- Asellus aquaticus infernus Turk-Prevorcnik & Blejec, 1998
- Asellus aquaticus irregularis Sket, 1965
- Asellus aquaticus longicornis Sket, 1965
- Asellus aquaticus messerianus Birstein, 1945